# 弦楽四重奏曲第4番 (メンデルスゾーン)
弦楽四重奏曲第4番 ホ短調 作品44-2は、フェリックス・メンデルスゾーンが1837年に作曲した弦楽四重奏曲である。1839年に改訂を施されている。

## 概要
ごく幼い頃から室内楽曲を手掛けていたメンデルスゾーンは、弦楽器を用いた書法、自然な形で大きな演奏効果を引き出す方法を熟知していた。メンデルスゾーンの熟練の筆致による作品にはシューベルトやドヴォルザークの弦楽四重奏曲に見られるようなぎこちなさはなく、まさに弦楽四重奏のための音楽が繰り広げられる。この作品も洗練された内容を持つものに仕上がっている。
メンデルスゾーンが『弦楽五重奏曲第1番』の完成以来遠ざかっていた室内楽の分野に再び着手することになったのは1837年初頭のことであり、6月18日にこの曲がまず書き上げられた。その後、フェルディナント・ヒラーに主に4楽章について大きな改訂を施したことを報告している。以降、1838年に第5番と第3番がこの順に作曲され、作品44としてまとめられた。これ以前に書かれた第1番と第2番はベートーヴェンの後期弦楽四重奏曲の影響下にあり、それらの楽曲を研究した成果が存分に示されていた。一方、作品44からはメンデルスゾーン独自の語法が開花していく様が窺える。
初演は1837年10月29日にライプツィヒで行われ、第2楽章がアンコールされるなどして成功を収めた。パート譜が1839年6月、総譜が翌1840年11月に出版された。作品44の3曲はまとめてスウェーデンの廃太子ヴァーサ公グスタフに献呈されている。

## 演奏時間
約28-30分

## 楽曲構成
メンデルスゾーンの他の弦楽四重奏曲同様、4つの楽章から構成される。

### 第1楽章
アレグロ・アッサイ・アッパショナート 4/4拍子 ホ短調
ソナタ形式。第1楽章は調性を同じくする後年の『ヴァイオリン協奏曲 ホ短調』を予感させる内容を持つ。冒頭よりシンコペーションの伴奏音型に乗って第1ヴァイオリンに第1主題が朗々と歌われる（譜例1）。
譜例1
次第に音価を小さくしていき、絶え間ない16分音符による情熱的な経過句に至る（譜例2）。この音型はこれ以降楽章全体を支配するモチーフとなる。
譜例2
次第に静まるとなだらかな第2主題がト長調に出される（譜例2）。
譜例3
第2主題が譜例2にかき消されて結尾句に至ると、長調化された第1主題が現れて静まりつつ提示部を終える。展開部も譜例1から始まるが、やがて譜例2が現れると各楽器に譜例1と譜例2が次々に現れては対位法的に展開されて大きな盛り上がりを築く。その後、ハ長調で譜例3が顔を出すとそのまま滑らかな移行によって再現部となる。再現部では第1主題の伴奏音型は分散和音へと変更されている。続いてホ長調で第2主題が再現されるが、経過句の譜例2は省略されている。その後譜例2の再登場によって再現部が終わりを迎えるとコーダとなる。第1主題に始まって譜例2で圧倒的なクライマックスを形成すると急に勢いを沈めて第2主題が回想され、そこから第1主題の断片を用いて徐々にクレッシェンドしながら強奏で楽章を終える。

### 第2楽章
スケルツォ: アレグロ・ディ・モルト 3/4拍子 ホ長調
自由な三部形式。譜例4に示されるような16分音符の高速なトレモロとスタッカートが特徴的な軽快な主題に依っており、聴く者に『夏の夜の夢 序曲』を想わせるような音楽となっている。16分音符の連打は伴奏音型にも取り入れられており、特殊な効果を出している。
譜例4
譜例4に基づき対位法的に進められていくが、ごく短い中間部ではチェロのピッツィカートに乗りヴィオラが嬰ヘ短調の可憐な旋律を奏する（譜例5）。
譜例5
譜例5よりわずか10小節で元の楽想に戻ると再び軽快に進んでいき、終了間際に譜例5の回想を挟み弱音で終止する。

### 第3楽章
アンダンテ 4/4拍子 ト長調
三部形式。メンデルスゾーンの一連の無言歌を思わせるような楽章。たゆたうような充実した伴奏音型に豊かな旋律が歌われる（譜例6）。この主題は譜例1から導かれている。メンデルスゾーンはこの楽章の演奏に際して「この楽章を重たく演奏してはならない」との注意を書き入れた。
譜例6
16分音符の伴奏は楽章中絶え間なく奏で続けられるが、中間部ではそれが一瞬止むとともに愛らしい旋律が出される（譜例7）。
譜例7
その後譜例6が回帰するが、主題を奏する楽器はチェロに変更される。譜例7が回想される際に16分音符の流れが再び止まるが、まもなく再開した流れに乗って最後は静まっていき、最弱音で楽章を閉じる。

### 第4楽章
プレスト・アジタート 3/4拍子 ホ短調
門馬直美はこの楽章の形式について、ロンド形式の可能性に含みを残しつつもソナタ形式であると分析している。楽章は情熱的な第1主題の提示により幕を開ける（譜例8）。この主題も譜例1と結びつけられるものである。
譜例8
続いてト長調に出される第2主題は第1主題とは対照的に緩やかな起伏を描く（譜例9）。
譜例9
この後アニマートとなって活発に進み、途中譜例8が主調で再現された後も譜例9を織り込みつつ対位法を駆使して精力的に展開されていく。第2主題はホ長調で再現され、その後第1主題などを用いた活発なコーダを経てフォルテッシモで堂々と全曲を完結させる。